# Synagoga w Szawlach
Synagoga w Szawlach (lit. Siauliai sinagoga) – żydowska bóżnica znajdująca się w Szawlach na Żmudzi przy ul. Wileńskiej (Vilniaus g. 68). Jest jednokondygnacyjnym budynkiem zbudowanym z klinkierowej cegły o wysokich oknach.